# 사천 백천사 달마대사관심론
사천 백천사 달마대사관심론(泗川 白泉寺 達磨大師觀心論)은 대한민국 경상남도 사천시, 백천사가 소장한 《달마대사관심론》의 고려시대 판본이다. 2014년 3월 20일 경상남도 유형문화재 제560호로 지정되었다.

## 개요
동일한 간본(刊本)인 1335년 계림부에서 개판한 달마대사관심론이 서울대 규장각에 소장되어 있으며 1570년(선조 3) 무등산(無等山) 안심사(安心寺)에서 개판한 것이 고려대 도서관에 있다.
그리고 <국립중앙도서관>에 1580년 (선조 13)에 간행된 것이 있고, 1861년(철종 12) 보개산(寶盖山) 봉은사판(奉恩寺)이 <고려대 도서관>에서 확인되며 1975년 영인본이 동국대 도서관과 명지대 도서관에서도 확인된다.
본서(本書)는 ‘1335년’이라는 명확한 간행 기록(刊記)과 각수(刻手) 및 기관(記官) 등의 간행참여자도 상세히 알 수 있는 기록들이 남아 있고 인출, 및 보관상태가 양호한 책이다.
귀중본(貴重本)의 기준이 되는 임진왜란(1592)을 기점으로 하여 257여년 이전에 간행된 중요한 자료이다.

## 참고 자료
- 사천 백천사 달마대사관심론 - 국가유산청 국가유산포털